# Disney Infinity 3.0
Disney Infinity 3.0 è un videogioco di genere avventura dinamica, sviluppato da Avalanche Software e pubblicato da Disney Interactive Studios nel 2015; è il terzo capitolo della serie Disney Infinity ed è focalizzato sui personaggi del franchise di Guerre stellari, di proprietà della Disney dopo l'acquisizione della Lucasfilm nel 2012. Come nei precedenti capitoli, anche qui il gioco è incentrato sull'interazione tra statuine giocattolo e videogioco, utilizzabili attraverso una particolare base da connettere alla consolle. Si tratta dell'ultimo gioco della serie di Disney Infinity, conclusasi nel 2016 a causa della chiusura della Avalanche Software da parte della Disney.

## Personaggi
Star Wars: Anakin Skywalker, Ahsoka Tano, Obi-Wan Kenobi, Yoda, Darth Maul, Luke Skywalker, Dart Fener, Chewbecca, Principessa Leila Organa, Ian Solo, Boba Fett, Rey, Finn, Poe Dameron, Kylo Ren.
Marvel: Capitan America, Pantera Nera, Iron Man ("Hulkbuster"), Ultron, Ant-Man, Visione.
Disney/Pixar: Gioia, Tristezza, Paura, Rabbia, Disgusto, Topolino, Minni, Mulan, Olaf, Anna, Elsa, Sam Flynn, Quorra, Spot, Nick Wilde, Judy Hopps, Alice Kingsley, Cappellaio Matto, Tempo, Baloo, Nemo, Dory.

## Playset
- Star Wars: Il crepuscolo della Repubblica
- Star Wars: Insieme contro l'Impero
- Star Wars: Il risveglio della Forza
- Inside Out
- Marvel Battlegrounds
- Alla ricerca di Dory
- Frozen - Il regno di ghiaccio

## Accoglienza
Il gioco è stato accolto molto favorevolmente dalla critica, e detiene una media di 85.50% al GameRankings e 85% al Metacritic.

## Doppiatori
- Anakin Skywalker: Marco Vivio
- Ahsoka Tano: Erica Necci
- Obi-Wan Kenobi: Francesco Bulckaen
- Yoda: Ambrogio Colombo
- Darth Maul: Edoardo Stoppacciaro
- Luke Skywalker: Daniele Raffaeli
- Dart Fener: Luca Biagini
- Principessa Leila Organa: Francesca Manicone
- Ian Solo: Paolo De Santis
- Boba Fett: Alessio Puccio
- Rey: Rossa Caputo
- Finn: Paolo Vivio
- Poe Dameron: Gabriele Sabatini
- Kylo Ren: David Chevalier
- Plo Koon: Gerolamo Alchieri
- Mace Windu: Alberto Angrisano
- Jar Jar Binks: Christian Iansante
- Padmé Amidala: Federica De Bortoli
- C-3PO: Mino Caprio
- Ben Kenobi: Dario Penne
- Imperatore Palpatine: Carlo Reali
- Lando Calrissian: Massimo Bitossi
- Gioia: Stella Musy
- Tristezza: Melina Martello
- Paura: Daniele Giuliani
- Rabbia: Paolo Marchese
- Disgusto: Veronica Puccio
- Anna: Francesca Manicone
- Elsa: Laura Lenghi
- Olaf: Alessandro Quarta